# Mehmet Can Aydin
Mehmet Can Aydin (türkisch Mehmet Can Aydın; * 9. Februar 2002 in Würselen, Nordrhein-Westfalen) ist ein türkisch-deutscher Fußballspieler. Der Flügelspieler steht bei Eintracht Braunschweig unter Vertrag.

## Karriere

### Im Verein
Aydin begann das Fußballspielen beim VfL Übach-Boscheln und wechselte von dort, nach einer Zwischenstation bei Alemannia Aachen im Jahr 2010, in die Jugendabteilung von Borussia Mönchengladbach. Im Jahr 2014 wechselte er zum FC Schalke 04 und durchlief dort die übrigen Jugendabteilungen.
Ab Anfang März 2021 stand Aydin erstmals im Bundesliga-Kader des FC Schalke 04 und debütierte dort schließlich Anfang April 2021 in der Bundesliga, als er gegen Bayer 04 Leverkusen in der Startaufstellung stand. Bis zum Saisonende, an dem die Mannschaft in die 2. Bundesliga abstieg, bestritt er insgesamt sechs Spiele. Im Sommer 2021 rückte er anschließend fest in den Kader der Profimannschaft auf und erhielt dort in der anschließenden Saison 2021/22 regelmäßig Einsatzzeit, ehe er in der Rückrunde längere Zeit verletzt ausfiel. Am Saisonende erreichte er mit der Mannschaft den Wiederaufstieg zurück in die Bundesliga.
Nachdem die Schalker ein Jahr später erneut aus der Bundesliga abgestiegen waren, verlieh ihn der Verein Anfang August 2023 für den Rest der Saison mit anschließender Kaufoption an den türkischen Erstligisten Trabzonspor. Dort stand Aydin in 18 der ersten 24 Saisonspiele auf dem Platz, meist in der Startelf, kam in den letzten 14 Saisonspielen aber nur noch durch zwei Einwechslungen für zusammen elf Minuten zum Einsatz. Trabzonspor, das die Saison als Tabellendritter beendete, verzichtete nach Saisonende auf die vereinbarte Kaufoption, woraufhin Aydin zur Saison 2024/25 wieder zu Schalke zurückkehrte. Nach einem weiteren Jahr bei dem Zweitligisten verzichtete der Verein 2025 auf eine Verlängerung des auslaufenden Vertrags, woraufhin Aydin den FC Schalke verließ.
Stattdessen schloss sich Aydin im Juli 2025 dem Zweitliga-Konkurrenten Eintracht Braunschweig an, bei dem er einen Zweijahresvertrag bis 2027 unterzeichnete. Bei den Niedersachsen wurde er damit bereits der fünfte ehemalige Schalker Spieler im Kader.

### In der Nationalmannschaft
Aydin, der zunächst nur die deutsche Staatsangehörigkeit besaß, spielte von 2017 bis 2022 für U-Mannschaften des DFB. Mit der U17-Nationalmannschaft nahm er an der U17-Europameisterschaft 2019 teil, bei der er in zwei Spielen zum Einsatz kam und mit der Mannschaft nach der Gruppenphase ausschied.
Im März 2023 gab Aydin im Hinblick auf die beginnende Qualifikation zur Europameisterschaft 2024 bekannt, für die türkische Nationalmannschaft spielen zu wollen, wofür er die türkische Staatsbürgerschaft beantragte. Am 28. März 2023 stand der 21-Jährige unter Stefan Kuntz bei einer 0:2-Niederlage gegen Kroatien erstmals im Kader der türkischen A-Nationalmannschaft, kam jedoch dort nicht zum Einsatz und wurde anschließend bisher nicht mehr in die Auswahl berufen.

## Titel
- Deutscher Zweitligameister und Aufstieg in die Bundesliga: 2022
- Meister der A-Junioren-Bundesliga West: 2019